# Ryan Strain
Ryan Strain (Coventry, 2 de abril de 1997) es un futbolista británico, nacionalizado australiano, que juega en la demarcación de defensa para el Dundee United F. C. de la Scottish Premiership.

## Selección nacional
Hizo su debut con la selección de fútbol de Australia el 25 de septiembre de 2022 en un partido amistoso contra Nueva Zelanda que finalizó con un resultado de 0-2 a favor del combinado australiano tras los goles de Jason Cummings y Mitchell Duke.

## Clubes
| Club                     | País      | Año       | Partidos | Goles |
| ------------------------ | --------- | --------- | -------- | ----- |
| Modbury Jets SC          | Australia | 2015      | 6        | 1     |
| Adelaide United FC Youth | Australia | 2016-2017 | 31       | 7     |
| Adelaide United F. C.    | Australia | 2017-2021 | 91       | 0     |
| Maccabi Haifa F. C.      | Israel    | 2021-2022 | 15       | 0     |
| St. Mirren F. C.         | Escocia   | 2022-2024 | 64       | 5     |
| Dundee United F. C.      | Escocia   | 2024-     | 32       | 0     |